# Frank Soo
Hong Ying Soo noto come Frank Soo (Buxton, 12 marzo 1914 – Cheadle, 25 gennaio 1991) è stato un calciatore e allenatore di calcio inglese di origine cinese.

## Carriera

### Calciatore
Figlio di un marinaio cinese, Ah Kwong-Soo, e di una inglese, Beatrice Whittam, Soo inizia la sua carriera con il Prescot Cables passando nel gennaio 1933 allo Stoke City. Durante la guerra, giocò per l'Everton, Chelsea, Reading, Millwall e Brentford. Ha giocato nove volte per la nazionale inglese di calcio tra il 1942 e il 1945 ed è l'unica persona di origine orientale fino ad oggi ad averci giocato. Ha giocato inoltre per diverse squadre rappresentative della FA non considerabili come nazionale inglese.
Nel settembre del 1945, dopo aver giocato 173 partite di campionato per lo Stoke City, Soo si trasferì a Leicester City, ricongiungendosi con il manager che l'aveva portato allo Stoke City, Tom Mather. Si trasferì poi al Luton Town nel mese di luglio del 1946 dove gioca 71 partite di campionato prima di passare al Chelmsford City nella stagione 1948-1949 dove giocò 82 partite segnando 10 gol, in gran parte direttamente da calci di punizione.

### Allenatore
Divenne allenatore del Padova nel 1951 mantenendo l'incarico fino al 1952, concludendo la stagione 1951-1952 con la retrocessione in Serie B.
Nel 1953 divenne allenatore della squadra svedese dell'Örebro passando nel 1954 al Djurgårdens IF e nel 1956 all'AIK. Dal 1959 al 1960 è stato l'allenatore del St Albans City.

## Statistiche

### Cronologia presenze e reti in nazionale
| Cronologia completa delle presenze e delle reti in nazionale ― Inghilterra | Cronologia completa delle presenze e delle reti in nazionale ― Inghilterra | Cronologia completa delle presenze e delle reti in nazionale ― Inghilterra | Cronologia completa delle presenze e delle reti in nazionale ― Inghilterra | Cronologia completa delle presenze e delle reti in nazionale ― Inghilterra | Cronologia completa delle presenze e delle reti in nazionale ― Inghilterra | Cronologia completa delle presenze e delle reti in nazionale ― Inghilterra | Cronologia completa delle presenze e delle reti in nazionale ― Inghilterra |
| Data                                                                       | Città                                                                      | In casa                                                                    | Risultato                                                                  | Ospiti                                                                     | Competizione                                                               | Reti                                                                       | Note                                                                       |
| -------------------------------------------------------------------------- | -------------------------------------------------------------------------- | -------------------------------------------------------------------------- | -------------------------------------------------------------------------- | -------------------------------------------------------------------------- | -------------------------------------------------------------------------- | -------------------------------------------------------------------------- | -------------------------------------------------------------------------- |
| 09/05/1942                                                                 | Cardiff                                                                    | Galles                                                                     | 1 – 0                                                                      | Inghilterra                                                                |                                                                            | -                                                                          |                                                                            |
| 25/09/1943                                                                 | Londra                                                                     | Inghilterra                                                                | 8 – 3                                                                      | Galles                                                                     |                                                                            | -                                                                          |                                                                            |
| 22/04/1944                                                                 | Glasgow                                                                    | Scozia                                                                     | 2 – 3                                                                      | Inghilterra                                                                |                                                                            | -                                                                          |                                                                            |
| 14/10/1944                                                                 | Londra                                                                     | Inghilterra                                                                | 6 – 2                                                                      | Scozia                                                                     |                                                                            | -                                                                          |                                                                            |
| 03/02/1945                                                                 | Birmingham                                                                 | Inghilterra                                                                | 3 – 2                                                                      | Scozia                                                                     |                                                                            | -                                                                          |                                                                            |
| 14/04/1945                                                                 | Glasgow                                                                    | Scozia                                                                     | 1 – 6                                                                      | Inghilterra                                                                |                                                                            | -                                                                          |                                                                            |
| 26/05/1945                                                                 | Londra                                                                     | Inghilterra                                                                | 2 – 2                                                                      | Francia                                                                    |                                                                            | -                                                                          |                                                                            |
| 15/09/1945                                                                 | Belfast                                                                    | Irlanda                                                                    | 0 – 1                                                                      | Inghilterra                                                                |                                                                            | -                                                                          |                                                                            |
| 20/10/1945                                                                 | Birmingham                                                                 | Inghilterra                                                                | 0 – 1                                                                      | Galles                                                                     |                                                                            | -                                                                          |                                                                            |
| Totale                                                                     |                                                                            | Presenze                                                                   | 9                                                                          |                                                                            | Reti                                                                       | 0                                                                          |                                                                            |

## Palmarès

### Allenatore

#### Competizioni nazionali
- Allsvenskan: 1

Djurgården: 1954